# Kings of Beer
Kings of Beer è il nono album in studio della thrash metal band Tankard, prodotto dalla Century Media e pubblicato in Europa nel 2000.

## Tracce
1. Flirtin' With Desaster - 4:03
2. Dark Exile - 4:53
3. Hot Dog Inferno - 3:26
4. Hell Bent For Jesus - 4:20
5. Kings Of Beer - 5:38
6. I'm So Sorry! - 3:12
7. Talk Show Prostitute - 4:35
8. Incredible Loudness - 3:44
9. Land Of The Free - 5:09
10. Mirror, Mirror - 4:21
11. Tattoo Coward - 4:02
12. Damage Inc. - (2007 AFM Records re-release)

## Formazione
- Andreas "Gerre" Geremia - voce
- Andy Gutjahr - chitarra
- Frank Thorwarth - basso
- Olaf Zissel - batteria